# Сосенково
Сосенково (пол. Sosenkowo) — село в Польщі, у гміні Нарушево Плонського повіту Мазовецького воєводства.
Населення — 139 осіб (2011).
У 1975-1998 роках село належало до Цехановського воєводства.

## Демографія
Демографічна структура станом на 31 березня 2011 року:
|          | Загалом | Допрацездатний вік | Працездатний вік | Постпрацездатний вік |
| -------- | ------- | ------------------ | ---------------- | -------------------- |
| Чоловіки | 66      | 19                 | 41               | 6                    |
| Жінки    | 73      | 19                 | 40               | 14                   |
| Разом    | 139     | 38                 | 81               | 20                   |